# Campionati mondiali di pattinaggio di velocità sprint 2015
I campionati mondiali di pattinaggio di velocità sprint 2015 si sono svolti ad Astana, in Kazakistan, dal 28 febbraio al 1 marzo 2015, all'interno del Alau Ice Palace.

## Medagliere
| Pos.   | Nazione     | Oro | Argento | Bronzo | Totale |
| ------ | ----------- | --- | ------- | ------ | ------ |
| 1      | Stati Uniti | 1   | 1       | 0      | 2      |
| 2      | Russia      | 1   | 0       | 1      | 2      |
| 3      | Paesi Bassi | 0   | 1       | 0      | 1      |
| 4      | Rep. Ceca   | 0   | 0       | 1      | 1      |
| Totale | Totale      | 2   | 2       | 2      | 6      |

## Podi
| Eventi             | Oro               | Prestazione | Argento            | Prestazione | Bronzo            | Prestazione |
| Maschile dettagli  | Pavel Kulizhnikov | 138.325     | Hein Otterspeer    | 139.335     | Aleksey Yesin     | 139.855     |
| Femminile dettagli | Brittany Bowe     | 149.600     | Heather Richardson | 150.815     | Karolína Erbanová | 152.625     |